# فرانك روست

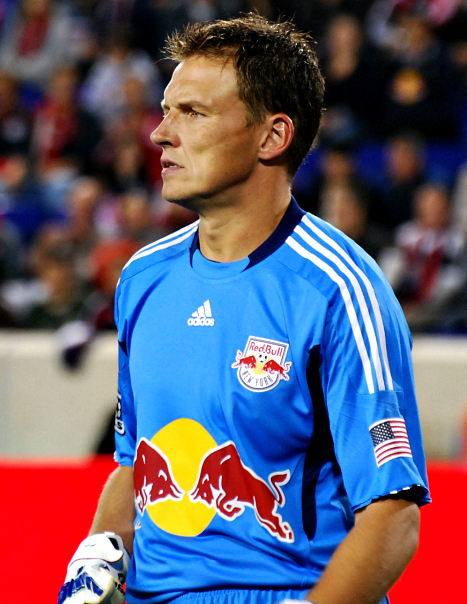
فرانك روست

فرانك روست (بالألمانية: Frank Rost)‏ (مواليد 30 يونيو 1973 في كيمنتس - ألمانيا الشرقية) لاعب كرة قدم ألماني يلعب حاليا لصالح نادي الدرجة الأولى هامبورغ الألماني منذ 2007 في مركز حارس مرمى . .

## روابط خارجية
- فرانك روست على موقع الاتحاد الدولي (مؤرشف)  (الإنجليزية)
- فرانك روست على موقع الدوري الأمريكي (الإنجليزية)
- فرانك روست على موقع قاعدة بيانات كرة القدم.إي يو (الإنجليزية)
- فرانك روست على موقع بيانات كرة القدم. دي إي (الألمانية)
- فرانك روست على موقع ناشيونال فوتبول تيمز (الإنجليزية)
- فرانك روست على موقع عالم كرة القدم.نت (الإنجليزية)
- فرانك روست على موقع كووورة